# Zirndorfer Stadtwald

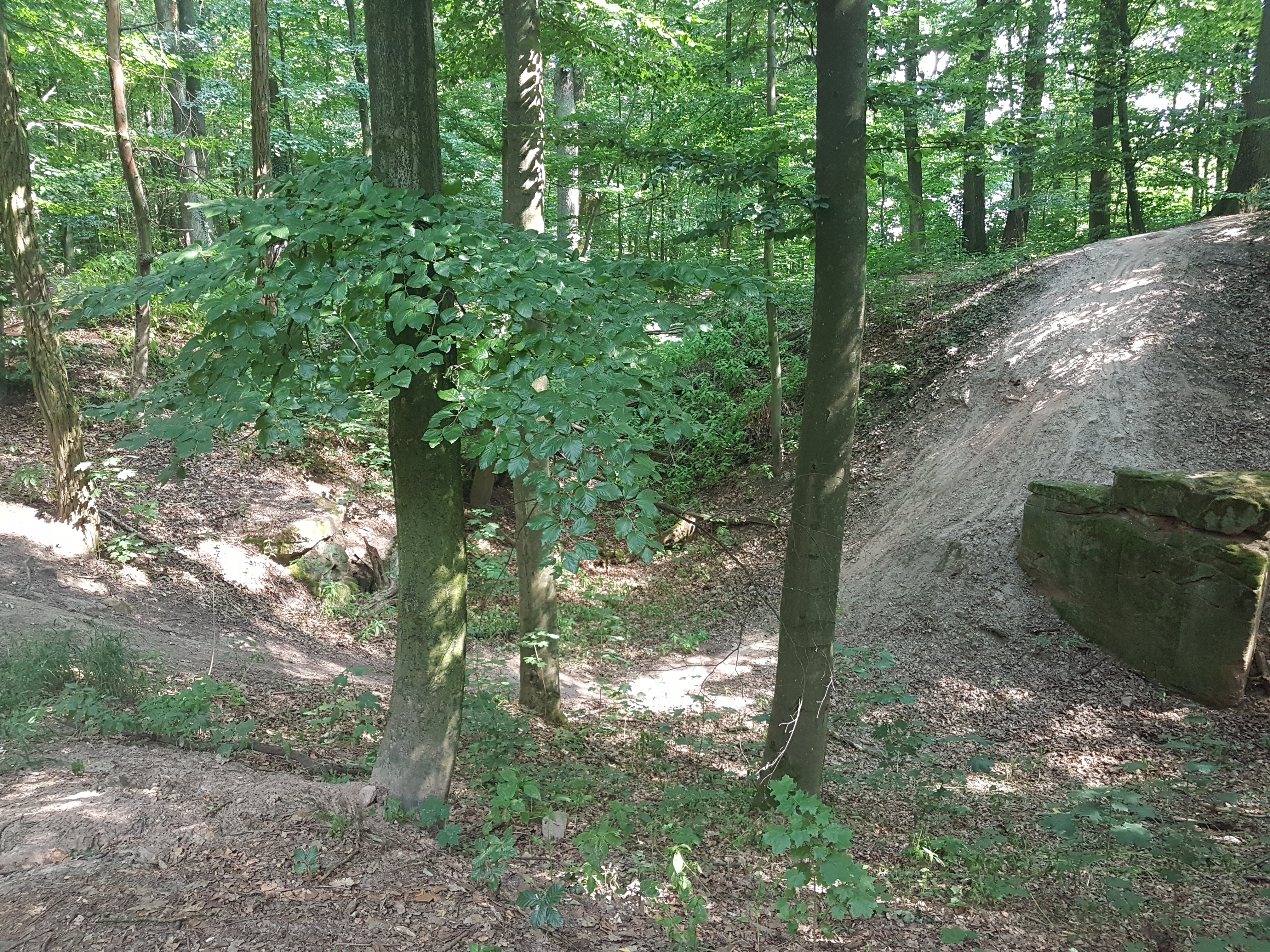
Ein Teil des Zirndorfer Stadtwaldes, 2018

Der Zirndorfer Stadtwald ist eine Naturwaldfläche mit Bannwaldstatus auf dem Gebiet der mittelfränkischen Stadt Zirndorf (Bayern) mit einer Fläche von etwa 82 ha. Der Stadtwald hat zusammen mit dem angrenzenden Fürther Stadtwald einen hohen regionalen Stellenwert im Bereich Naturschutz sowie als Naherholungs- und Freizeitgebiet.

## Geographie
Der Wald verteilt sich auf sieben Standorte. Ein großer zusammenhängender Teil im Norden von Zirndorf grenzt an den südwestlich von Fürth liegenden Fürther Stadtwald. Die beiden Waldungen bilden ein unter Naturschutz stehendes, über 830 Hektar umfassendes „Fauna-Flora-Habitat“-Gebiet.

## Geschichte
Gemäß den Vorschriften des Bayerischen Waldgesetzes wurde über den Zirndorfer Stadtwald im Jahre 2017 ein neues Forstbetriebsgutachten erstellt. Als vorrangiges Ziel wird die weitere Erhöhung des Laubholzanteils gesehen, der sich 2017 auf 21 % beläuft.

## Flora und Fauna

### Pflanzen und Tierarten
Der Zirndorfer Stadtwald besteht großteils aus Kiefern durchmischt mit Laubbäumen. Die Baumbestände stehen vorwiegend auf Burgsandstein.
Der Wald ist Heimat seltener Tierarten und deshalb ein besonderes Schutzgebiet von Europäischem Interesse im Natura 2000-Habitatnetz. Im Stadtwald leben unter anderem verschiedene Fledermausarten (Bechsteinfledermaus, Braunes Langohr, Fransenfledermaus und Wasserfledermaus) sowie der Schwarzspecht. Der Zirndorfer Stadtwald bildet zusammen mit dem angrenzenden Fürther Stadtwald das größte bekannte Winterquartier der Mausohrfledermäuse im mittelfränkischen Becken (1998 wurden über 50 Tiere dieser Art gezählt).

### Bannwald
Der Zirndorfer Stadtwald wurde gemeinsam mit dem Fürther Stadtwald und dem Zirndorfer Forst zum Bannwald erklärt, da diese Wälder „auf Grund ihrer Lage und ihrer flächenmäßigen Ausdehnung im Verdichtungsraum der Städte Erlangen, Fürth, Nürnberg und Schwabach unersetzlich sind und deshalb in ihrer Flächensubstanz erhalten werden müssen“, da ihnen „eine außergewöhnliche Bedeutung für das Klima, den Wasserhaushalt und die Luftreinigung zukommt.“

## Naherholung
Mehrere Radwege und ausgewiesene Wanderwege durchziehen den Zirndorfer Stadtwald.